# 万成石

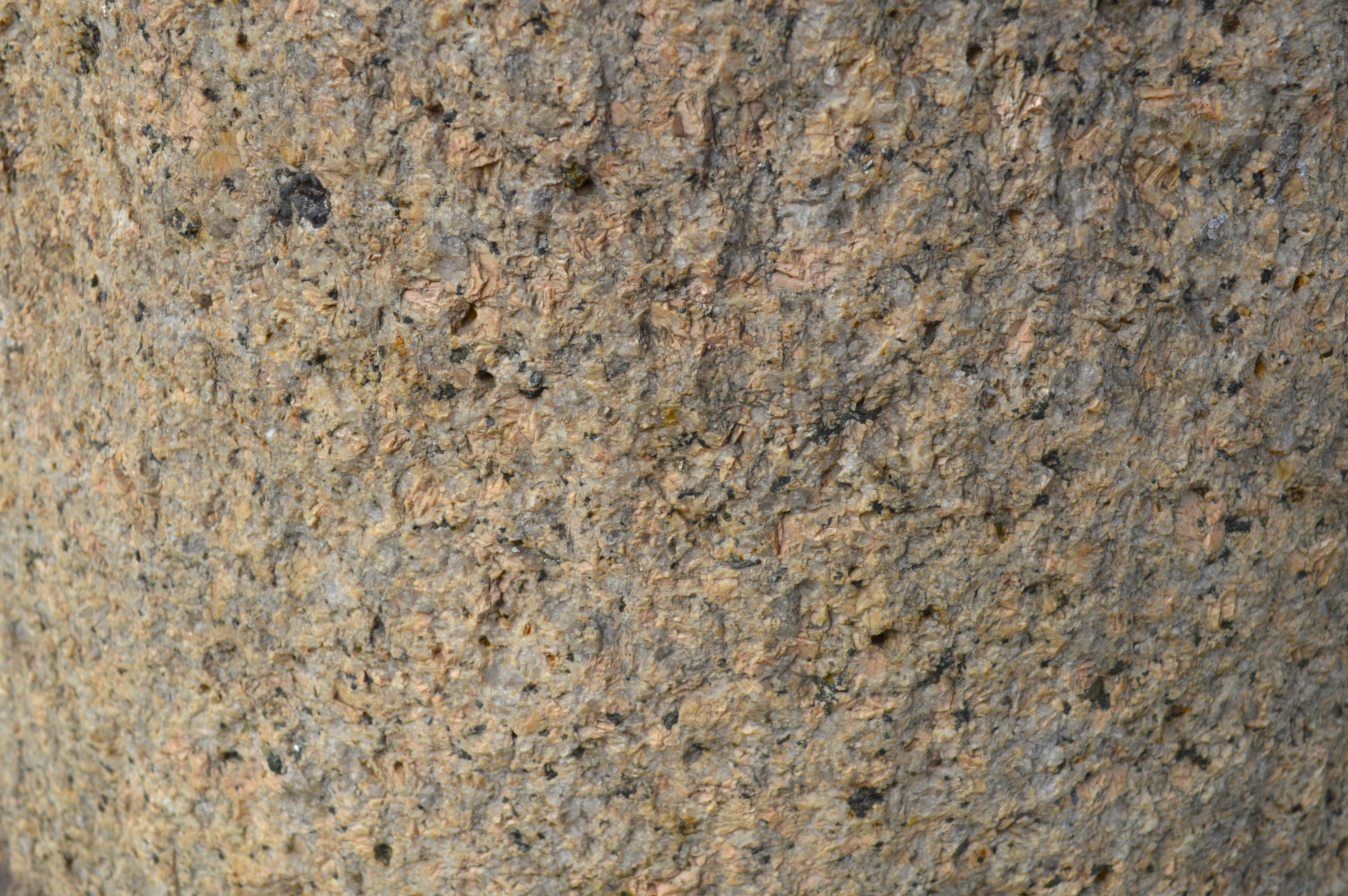
万成石

万成石（まんなりいし）とは、岡山県岡山市北区の万成地域から産出される角閃石黒雲母花崗岩（銘石）。美しい桜色によって桜御影と呼ばれる石のひとつである。

## 歴史
天保年間（1830年 - 1843年）、自家用石材のみの採石として万成石の利用が始まったとされている。1888年（明治21年）、光田石材によって商業採石が本格化したとされる。
昭和末期から平成初期にかけての時期には、9社11丁場の採石業者が存在したものの、現在も採石している業者は有限会社武田石材と有限会社浮田石材の2社（2丁場）のみとなっている。
採掘量は以前と変わらず、年間20,000才以上も容易に採掘・出荷でき、採掘元のひとつである武田石材では、2010年4月に8m3の石材や挽材・4尺角以上・10尺以上の長尺物と大材も採れ、安定した供給量が見込めるとしている。

## 特徴
淡紅色のカリ長石、白色の斜長石や石英、黒色の黒雲母等で構成された、完晶質・中粒の花崗岩である。
万成石は桜色がかった色をしている。国内の石材の中でも有数の硬さを持つ。
- 圧縮強度 - 15,000N/cm2[3]
- 比重 - 2.61g/cm3[3]
- 吸水率 - 0.17%[3]

万成石の山は、ひとつひとつの玉石の積み重なった山である。大きな物では、2,000トン以上の大きな玉石もあり、様々な需要に応えられ、また、長期に渡る安定供給の歴史、見通しがついている。東日本の本小松石、西日本の庵治石と共にブランド化されている。

## 利用
桜色がかった優美な石目を特徴とすることから、石原裕次郎、横山やすし、朝倉文夫、イサム・ノグチなどの著名人の墓に使われている。歴史上の人物・偉人の像の台座や、古くから親しまれている建築の建材としても用いられている。

## 万成石が用いられている建築物

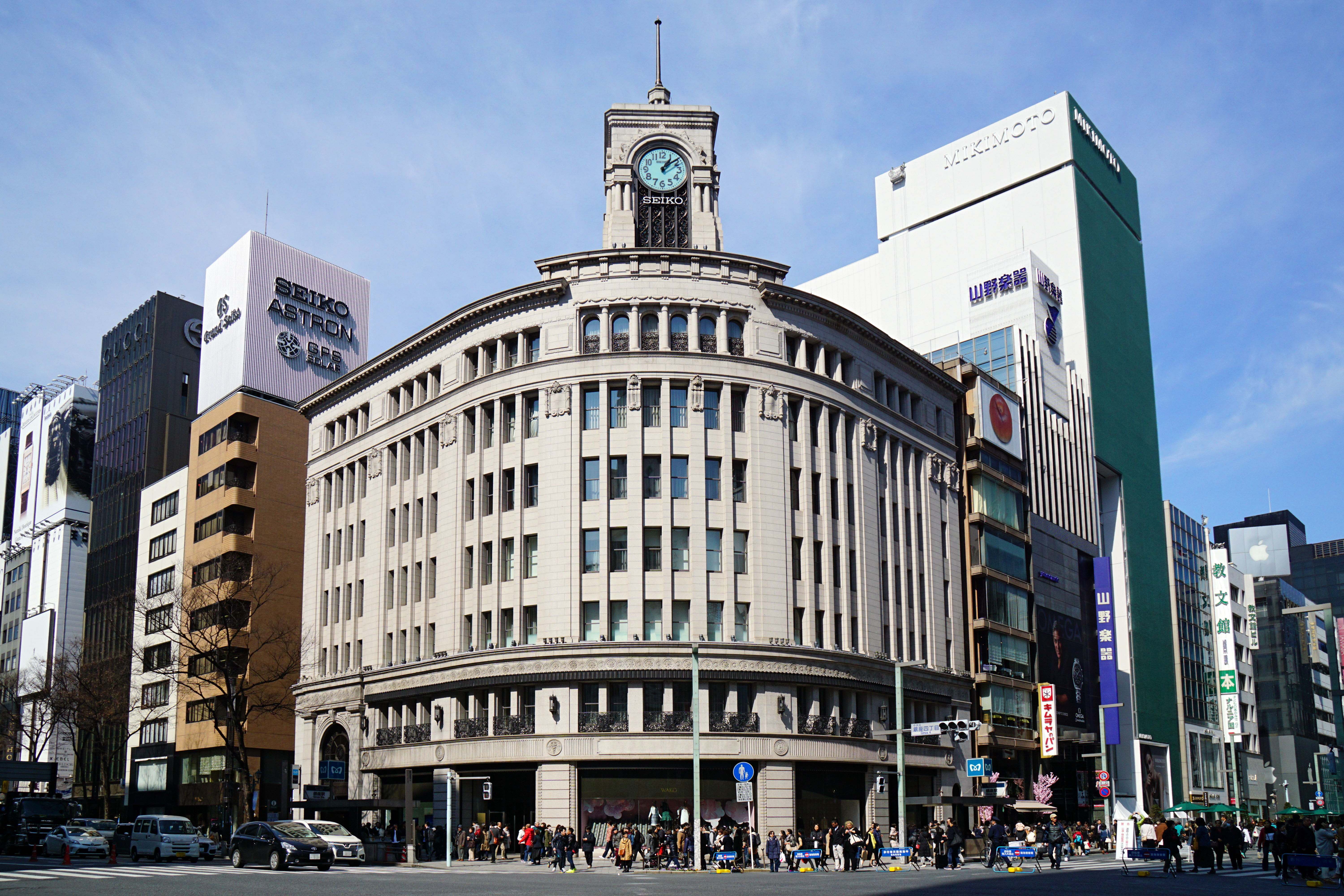
銀座和光

### 関東地方
- 明治神宮宝物館[2] - 1921年（大正10年）竣工。東京都渋谷区。
- 聖徳記念絵画館[5] - 1926年（大正15年）竣工。明治神宮外苑。東京都渋谷区。
- 銀座和光[6] - 1932年（昭和7年）竣工。鉄骨鉄筋コンクリート造であり、外壁に万成石が用いられている[5]。東京都中央区。

### 中部地方
- 松坂屋名古屋店本館 - 外壁に用いられている[7]。愛知県名古屋市。
- 愛知県庁大津橋分室 - 1933年（昭和8年）竣工。1階部分の外壁に用いられている[7]。愛知県名古屋市。
- 桜橋 - 1937年（昭和12年）竣工。堀川に架かる橋。親柱と欄干に用いられている[7][8]。愛知県名古屋市。
- 天王崎橋[9][8] - 1958年（昭和33年）竣工。堀川に架かる橋。親柱に用いられている。愛知県名古屋市。
- 景雲橋[9][8] - 1969年（昭和44年）竣工。堀川に架かる橋。親柱に用いられている。愛知県名古屋市。
- 名古屋市道路元標 - 広小路本町交差点[7]。愛知県名古屋市。

### 中国地方

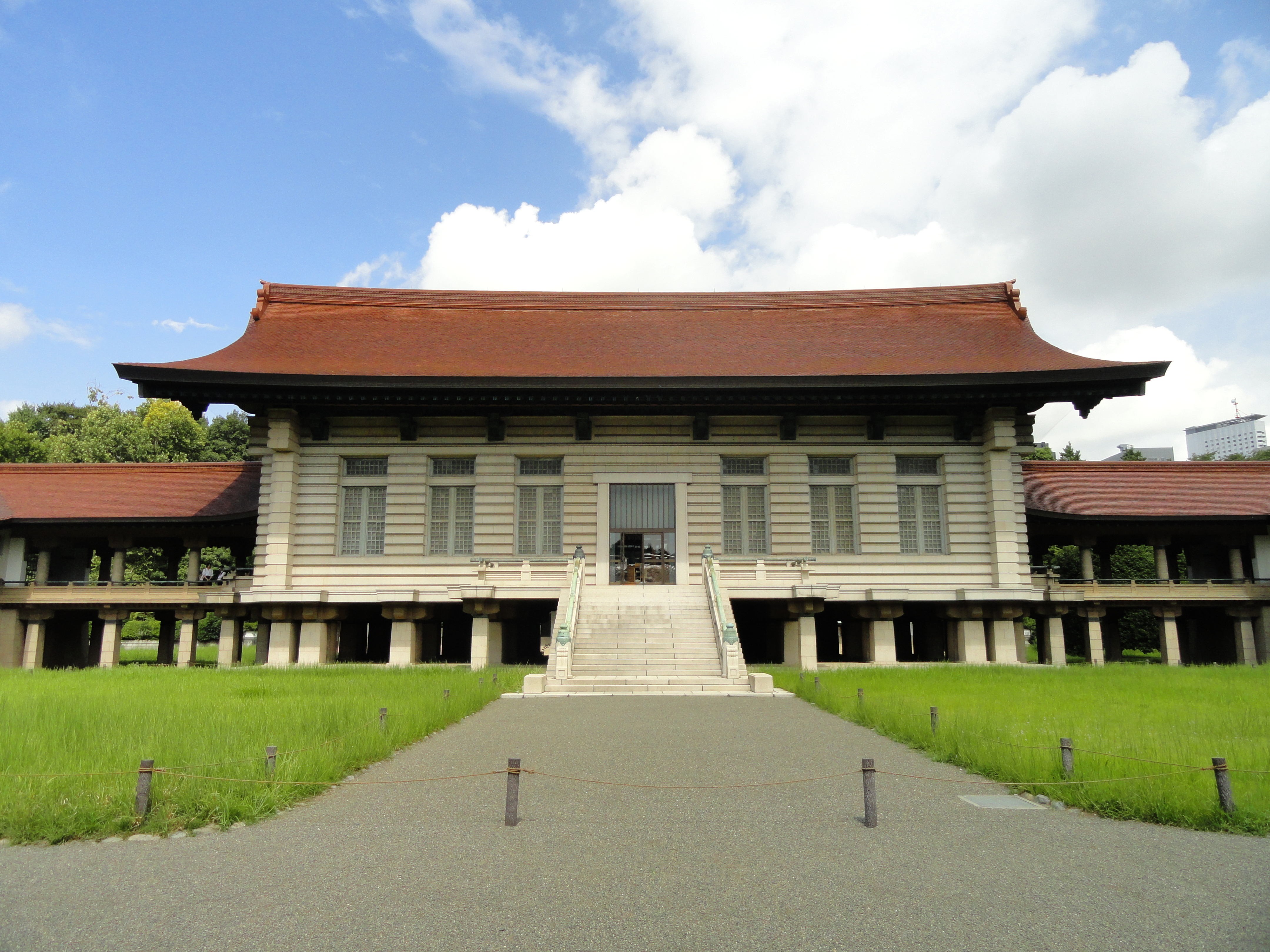
明治神宮宝物館
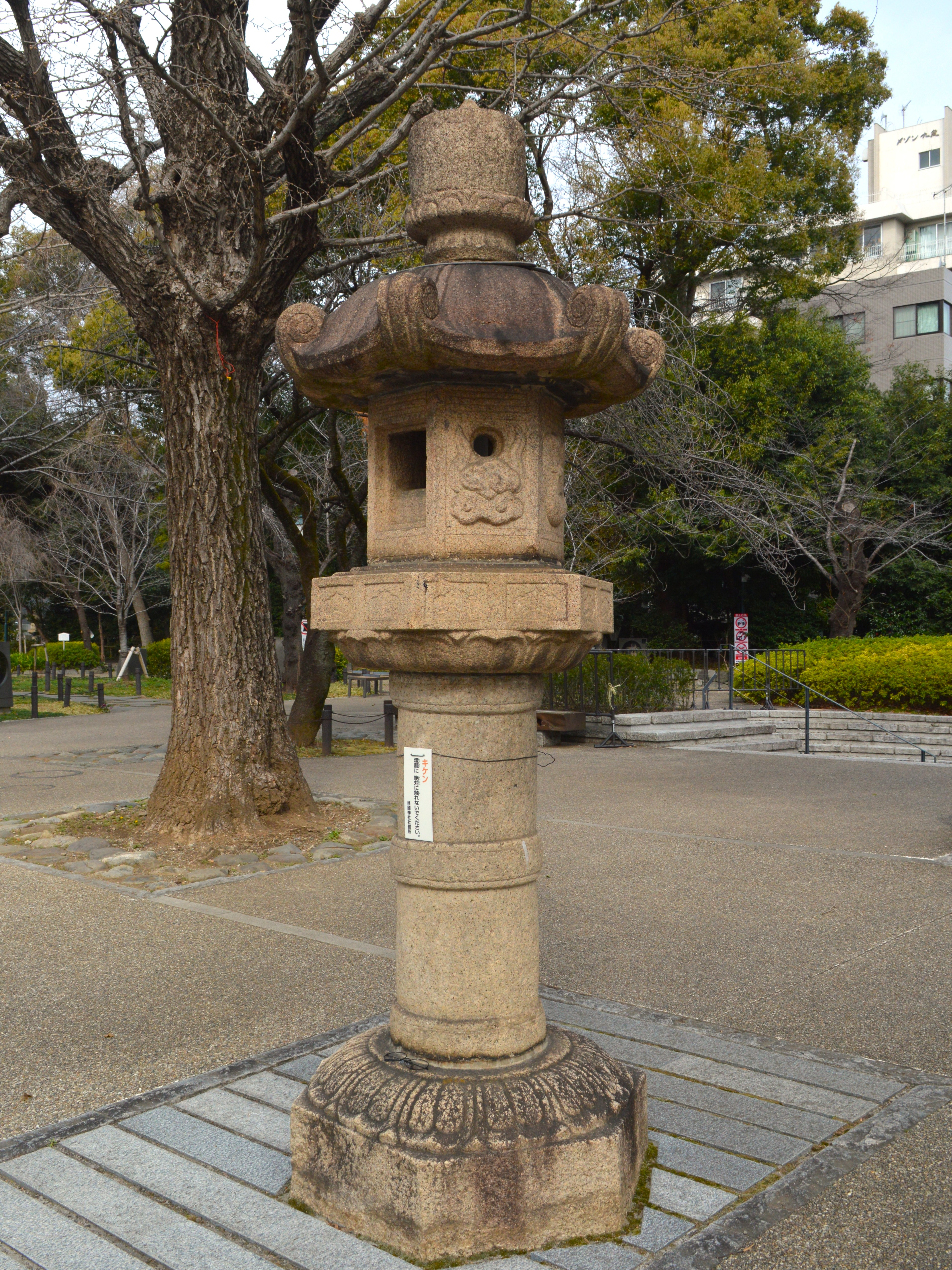
靖国神社石灯籠
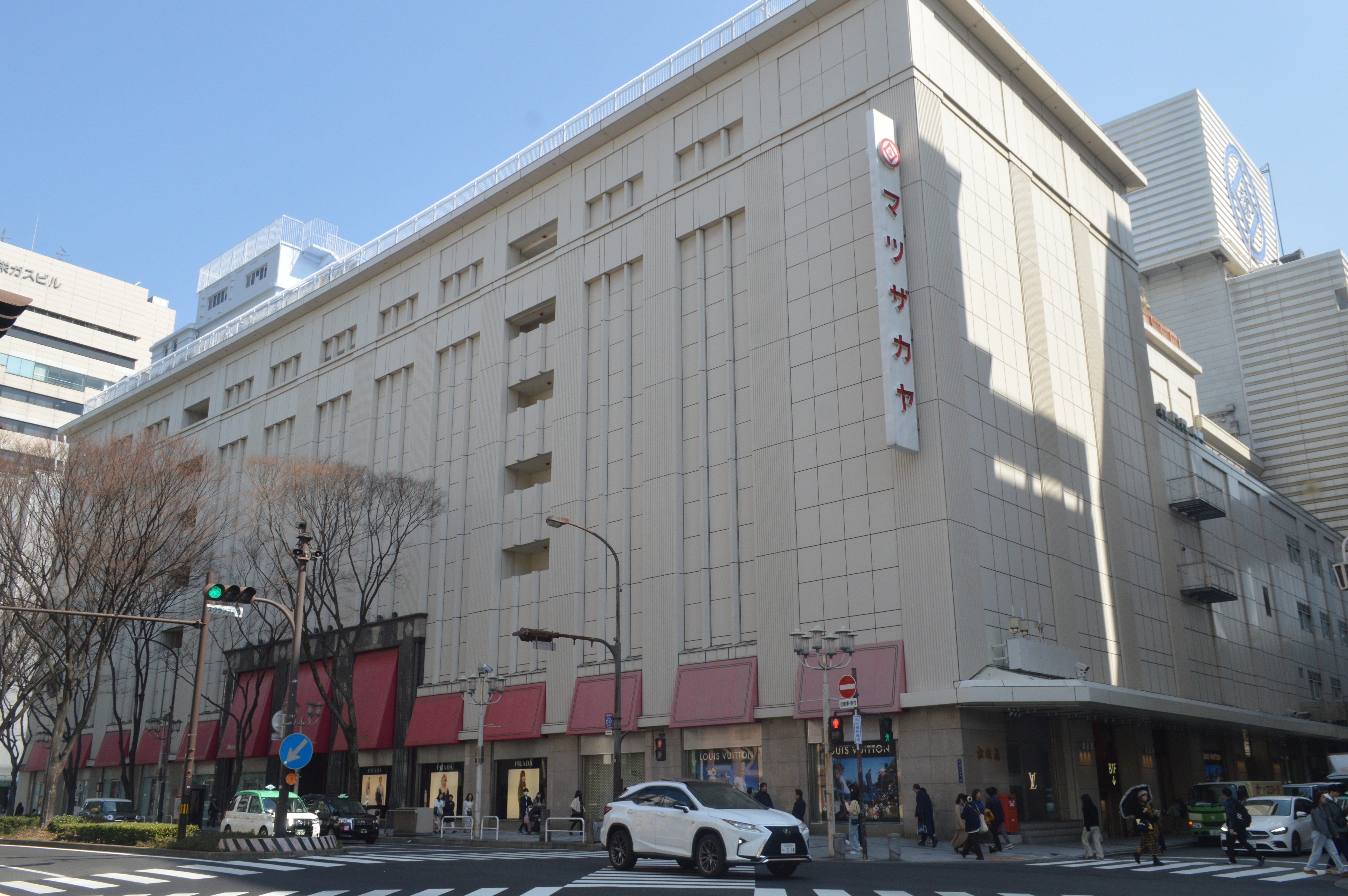
松坂屋名古屋店本館
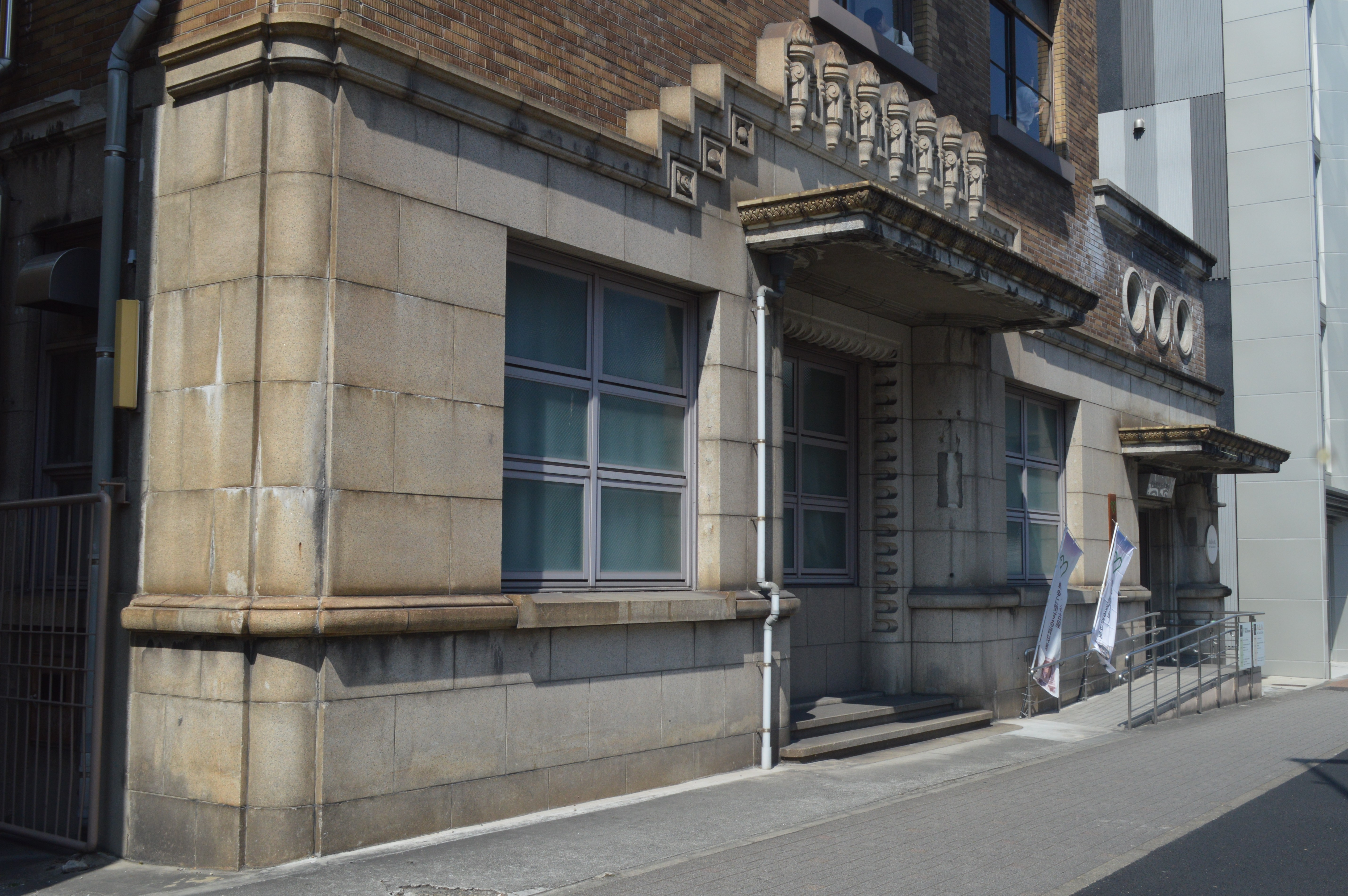
愛知県庁大津橋分室の1階外壁
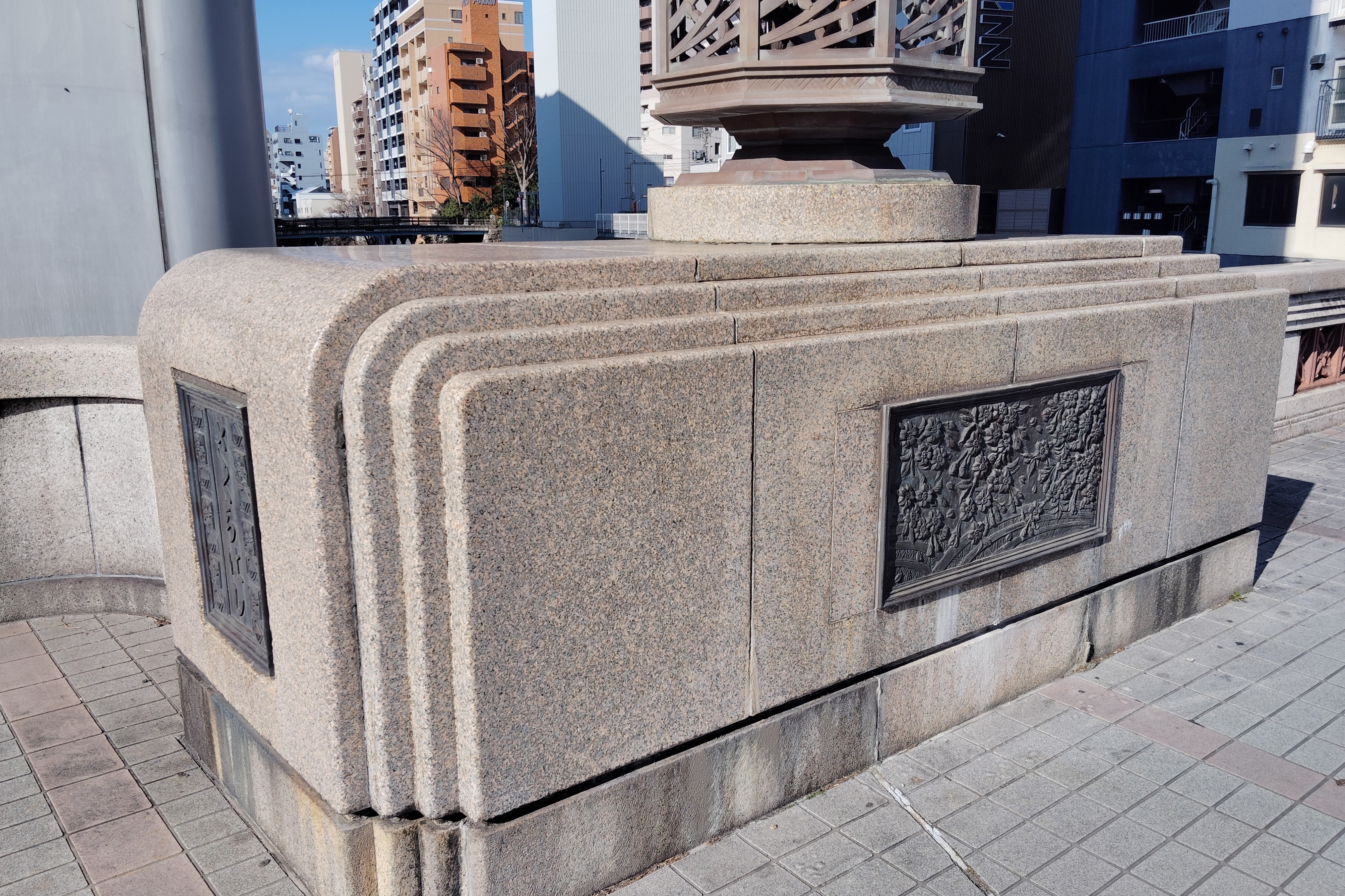
桜橋の親柱
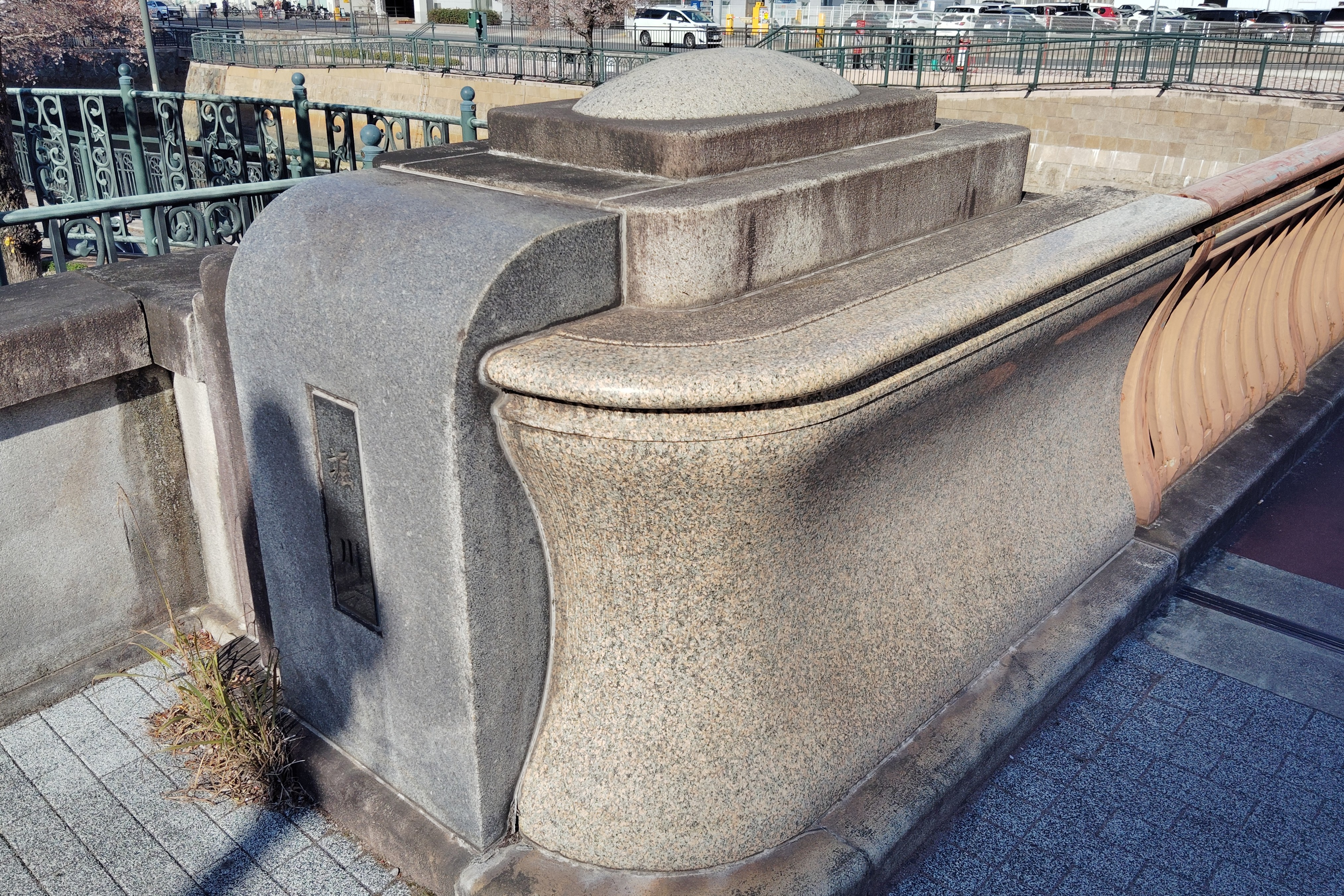
天王崎橋の親柱
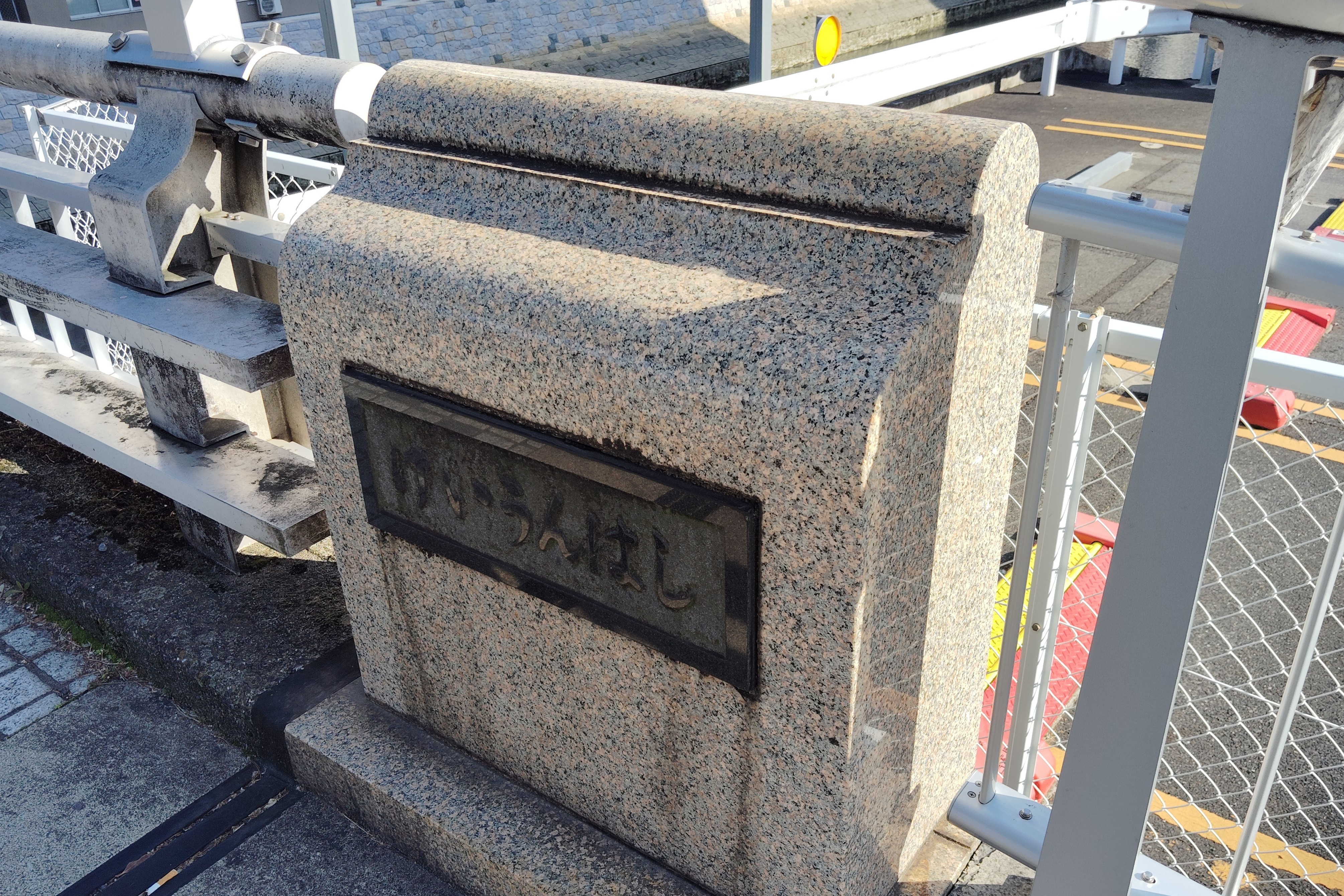
景雲橋の親柱
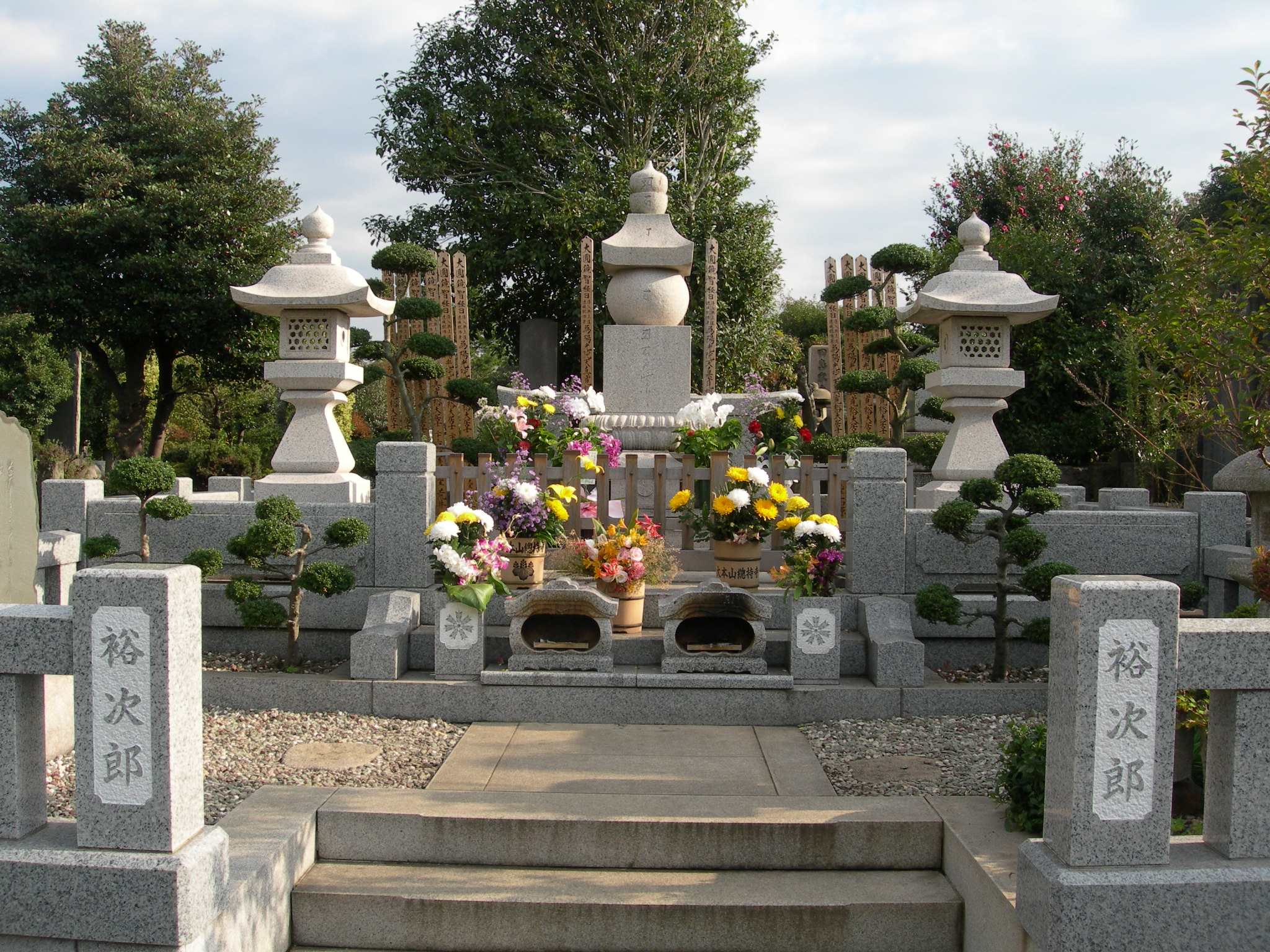
石原裕次郎の墓